# سیمفونیک میلر
سیمفونیک میلر (انگلیسی: Cymphonique Miller؛ زادهٔ ۱ اوت ۱۹۹۶) یک هنرپیشه، ترانه‌سرا، خواننده، آهنگساز و صداپیشه اهل ایالات متحده آمریکا است. وی از سال ۲۰۰۷ میلادی تاکنون مشغول فعالیت بوده‌است.
از فیلم‌ها یا مجموعه‌های تلویزیونی که وی در آن‌ها نقش داشته‌است می‌توان به فینیس و فرب، وینکس کلاب، جوابش را پیدا کن اشاره نمود.